# Probleme nerezolvate ale matematicii
Problemele nerezolvate ale matematicii sunt practic o infinitate, domeniul matematicii fiind inepuizabil. Dar printre acestea sunt câteva care merită un plus de atenție, atât datorită impactului pe care îl au asupra altor domenii ale cunoașterii, cât și datorită eforturilor depuse pentru rezolvarea lor.

## Problemele antichității
Cele trei probleme celebre ale antichității, demonstrate că sunt nerezolvabile în secolul al XIX-lea, sunt probleme de construcție geometrică ce trebuiau să fie rezolvate doar cu rigla și compasul. Ele sunt:
- Cuadratura cercului
- Dublarea cubului
- Trisecțiunea unghiului

## Problemele mileniului
Cele șapte probleme ale mileniului II, stabilite de Clay Institute din Cambridge, Massachusetts, sunt următoarele:
- P versus NP
- Conjectura lui Hodge
- Ipoteza Riemann
- Existența "golului de masă" Yang-Mills
- Problema de existență Navier–Stokes
- Conjectura lui Birch-Sinnerton-Dyer
- Conjectura lui Poincaré - singura rezolvată.

## Alte probleme
Teorema lui Euclid spune că există o infinitate de numere prime. Nu se știe dacă există o infinitate de perechi de numere prime gemene.

## Probleme rezolvate recent
- Conjectura lui Poincaré